# Sadów
Pour les articles homonymes, voir Sądów.
Sadów est une localité polonaise de la gmina de Koszęcin, située dans le powiat de Lubliniec en voïvodie de Silésie.